# ミルベマイシン
ミルベマイシン（milbemycin）類は、アベルメクチンと化学的に関連するマクロライドの一群であり、1972年にStreptomyces hygroscopicusから初めて単離された。蠕虫、ダニ、ノミに対する抗寄生虫剤として獣医学で使用されている。

## 作用機序
アベルメクチン類と同様に、ミルベマイシン類はStreptomyces属放線菌による発酵生産物である。これらは似た作用機序を持つが、アベルメクチン類よりも半減期が長い。無脊椎動物の神経細胞と筋細胞にあるグルタミン酸作動性塩化物イオンチャネルを開き、これらの細胞の過分極を起こすことでシグナル伝達を妨害する。

## 例

| 名称                   | =R1        | =R2        | –R3                    |
| ---------------------- | ---------- | ---------- | ---------------------- |
| ミルベメクチン         | –H, (β)–OH | –H, –H     | –CH3 : –CH2CH3 = 3:7   |
| ミルベマイシンオキシム | =NOH       | –H, –H     | –CH3 : –CH2CH3 = 3:7   |
| モキシデクチン         | –H, (β)–OH | =NOCH3     | (Z)–C(CH3)=CH–CH(CH3)2 |
| ネマデクチン           | –H, (β)–OH | –H, (α)–OH | (Z)–C(CH3)=CH–CH(CH3)2 |